# WikiLeaks
WikiLeaks este o organizație fără scop lucrativ internațională care publică documente care nu sunt destinate publicului, provenite din scurgeri de informații, în general din surse anonime. Site-ul său web, lansat în 2006, aparține The Sunshine Press.
La un an de la înființarea sa în decembrie 2006, WikiLeaks declara că baza sa de date conținea peste 1,2 milioane de documente.

## Istoric
Organizația declară că a fost înființată de dizidenții chinezi, jurnaliști, matematicieni și programatori din SUA, Taiwan, Europa, Australia, și Africa de Sud. Articolele din ziare și din revista The New Yorker  spun că directorul său este Julian Assange, un activist pe internet australian.
Site-ul și proiectul au fost secrete până cînd existența lor a devenit publică într-un articol din ianuarie 2007 cînd WikiLeaks a invitat editorul Secrecy News să facă parte din comitetul de decizie.

## Cenzura în China
În prezent guvernul chinez încearcă să cenzureze orice site web cu o adresă ce conține wikileaks, inclusiv site-ul principal .org și variațiile regionale .cn și .uk. Site-ul este totuși accesibil printr-unul dintre multele nume alternative folosite de proiect, printre care „secure.ljsf.org” și „secure.sunshinepress.org”. Aceste nume alternative se schimbă frecvent (v. la legături externe). Motoarele de căutare din China, printre care Yahoo și Baidu cenzurează referințele la wikileaks.

## Tehnologie
Inițial WikiLeaks a folosit pentru site-ul său MediaWiki, acest site putând fi actualizat de utilizatori, dar în prezent nu mai acceptă editări sau comentarii din partea utilizatorilor. Deși folosește MediaWiki, WikiLeaks nu este o componentă a WikiMedia și nu trebuie asociată în niciun fel cu Wikipedia.
WikiLeaks a fost găzduit de PRQ, un furnizor de internet din Suedia., însă ca urmare a atacurilor de tip DoS și a boicotării de către unele servere DNS, actualmente site-ul este disponibil pe mai multe servere online.

## Premii
În 2008 WikiLeaks a câștigat „New Media Award” al revistei Economist. În iunie 2009, WikiLeaks și Julian Assange au câștigat „UK Media Award” (la categoria „New Media”) pentru publicarea în 2008 a materialului „Kenya: The Cry of Blood – Extra Judicial Killings and Disappearances”, un raport al organizației Kenya National Commission on Human Rights despre încălcarea drepturilor omului în Kenya. În mai 2010, New York Daily News a plasat WikiLeaks pe primul loc în lista site-urilor web care pot schimba complet activitatea de știri.

## Principalele informații publicate

### Procesul cu banca Julius Baer
În februarie 2008 domeniul de internet wikileaks.org a fost oprit după ce Wikileaks și autoritatea pentru domenii internet Dynadot au fost date în judecată de banca Julius Baer care a obținut un mandat judecătoresc de oprire a domeniului. Wikileaks a publicat documente ce acuzau banca de operațiuni ilegale în sucursala din Insulele Cayman. Site-ul a rămas accesibil prin adresa IP numerică.
American Civil Liberties Union și Electronic Frontier Foundation au depus o moținune protestând la cenzura Wikileaks.
Judecătorul care a emis mandatul l-a retras pe 29 februarie, iar Wikileaks a putut să-și redobândeasca domeniul. Banca a renunțat la proces pe 5 martie.

### Procedurile din Guantánamo Bay
O copie a documentului Operating Procedures for Camp Delta a fost publicată pe website-ul Wikileaks pe 7 noiembrie 2007. Documentul, a cărui copie se găsește și pe site-ul The Guardian, dezvăluie unele restricții impuse deținuților, pe care armata SUA le-a negat în repetate rânduri.

### Osama Bin Laden
Wikileaks a republicat mesajele și interviurile cu Osama bin Laden pe o durată de 10 ani. Unul dintre mesaje include negarea de către bin Laden a implicării în atacurile din 11 septembrie.

### Rapoarte interne ale ONU
În ianuarie 2009, peste șase sute de rapoarte interne ale ONU, dintre care 60 marcate „strict secret” au fost publicate.

### Corespondența Departamentului de Stat
În 28 noiembrie 2010, Wikileaks a început publicarea a 251 287 de documente reprezentând corespondența dintre Departamentul de Stat al Statelor Unite ale Americii și ambasade ale Statelor Unite din toată lumea. Dintre acestea, aproximativ 100 000 sunt confidențiale și 15 000 secrete, dar nici una nu este marcată „strict secret” (engleză top secret). Majoritatea se referă la relațiile diplomatice dintre SUA și țările din Orientul Mijlociu. Wikileaks urmează să publice toate documentele treptat, într-o perioadă de câteva luni.
În paralel au apărut articole în: New York Times, The Guardian, El Pais, Le Monde și Der Spiegel, publicații care au avut posibilitatea de a studia documentele în avans (astfel la revista Der Spiegel 50 de redactori au evaluat materialul timp de 5 luni).